# グランド・オペラ
グランド・オペラ（英語でgrand opera, 本来はフランス語でgrand opéra（グラントペラ））は、19世紀前半のフランス・パリのオペラ座を中心にして流行した、オペラの一様式を表す用語である。この言葉を正確に定義付けるのは難しいが、今日では様々な要素において「大規模」なオペラをグランド・オペラ様式と称することが多い。歴史的題材を採用した台本、数多くのキャスト（主要登場人物）、大規模なオーケストラ編成、豪華な舞台衣装、スペクタクル的な舞台効果などに加えて、音楽面では台詞語りがなく（すなわちドラマ進行はレチタティーヴォによる）、構成上は4幕あるいは5幕の多数幕立てとして、多くの場合バレエを含むことなどが特徴である。もっとも、19世紀前半のフランスでは台詞なしのオペラは、1幕物であってもgrand opéraと称されていたので、歴史文献にあたる場合は若干の注意が必要である。
19世紀半ば頃から、次第にこの様式のオペラの人気は薄れていった。大きな理由としては、舞台装置などに巨額の費用がかかる割には、19世紀後半からの、より洗練されたオペラ群に対して音楽面での魅力が劣っていると考えられたことがある。それでも、様式としてのグランド・オペラは決して完全に滅びたわけではなく、多くの作曲家がこの様式でのオペラを作曲し続けた。

## 背景
18世紀末から19世紀初めにかけて数度の革命・反革命を経たフランスでは、政治・経済・文化の各面でパリ一極集中の度合が顕著であった。オペラもまた例外ではなく、フランスのオペラといえばパリのオペラを意味した。これは、同時代のドイツやイタリアがまだ領邦国家であり、それぞれ別々の領主・宗主国に属する都市が独自のオペラ劇場を発展させていったのと対照的である。
皇帝ナポレオン1世治下の1807年4月25日の政令は、パリで特権的にオペラ興行が可能な劇場としてパリ・オペラ座、オペラ＝コミック座、そして皇后劇場（後のイタリア座）の3つを指定している。オペラ＝コミック座で上演が可能だった演目は歌と台詞が混在する作品のみ、皇后劇場でのオペラはイタリア語に限られる、とする規定があり、中心的な劇場と考えられたオペラ座はフランス語で歌われ、かつ「すべてが歌われる」つまり台詞なしで常に音楽が流れ、バレエも含み得る作品を上演できる唯一の劇場という特権が与えられた。その一方でオペラ座は1シーズンに大作（3幕ないし5幕物）の新作を最低1作、小品（1幕ないし2幕物）を最低2作初演しなければならないとされたため、新作オペラに対する需要が恒常的に高かった。
出版物に関しては1830年の7月革命で検閲が廃止されたフランスだが、オペラ公演は常に検閲の対象であり続けた。しかしその実態は次第に「公演の水準維持」的なものに変容しており、君主制やキリスト教に対する冒涜行為（と検閲官が判断したもの）に対して神経質なまでの干渉が行われたドイツ、イタリアの各都市に比べれば、表現の自由は相対的には確保されていた。
フランスではまた、早くも1791年には（フランス人）作曲家の著作権の保障が法令に規定され、1829年には後述する台本作家スクリーブらによって、著作権保護を目的とした「劇作家・作曲家協会」（Société des Auteurs et Compositeurs Dramatiques）が創設された点も、作曲者の許諾を得ない楽譜の売買が横行していたヨーロッパ他国に対して先進的であった。非フランス人作曲家のオペラも、フランスで初演され楽譜がフランスで出版されれば、フランス人と類似の保護制度に浴した。
つまり、パリはオペラ作曲家にとって、より自由な作品をより多く上演でき、結果としてより儲かる都市だった。

## 音楽
こうして、18世紀末から19世紀前半にかけてのパリ・オペラ座はフランス人、外国人を問わず多くのオペラ作曲家を惹きつけた。
イタリアでは以前より、ドラマ展開には台詞でなくレチタティーヴォを用いることが常識化していたが、パリにやってきた多くのイタリア人作曲家、特にケルビーニは、力強いドラマ展開におけるその効用をフランス人の観客にも実証して見せた。また、ナポレオンお気に入りの作曲家スポンティーニは、コルテスのアステカ征服史に題材をとった（ナポレオン自身が題材を選択したともいう）雄大な『フェルナン・コルテス』（1809年）を作曲し、そこでは史実通りに16頭の馬を舞台に登場させるなど、オペラの舞台構成は次第に大規模化していった。初期グランド・オペラの主要作品としては、オベールの『ポルティチの唖娘』（La Muette de Portici, 1828年）、ロッシーニの最後のオペラ『ギヨーム・テル』（Guillaume Tell, 1829年）などもある。
そして、このグランド・オペラ様式の第一人者となったのが（ドイツ人だがイタリアで最初の成功をおさめた）ジャコモ・マイアベーアであった。1831年の『悪魔のロベール』（Robert le Diable ）によってパリのオペラ界に進出した彼は、傑作『ユグノー教徒』（Les Huguenots, 1836年）によりグランド・オペラの代表的作曲家としての地位を確立し、『預言者』（Le Prophète、1849年）で、キャリアの頂点に到達した。彼のオペラは興行的にも大成功であり、当時パリ在住の若きワーグナーまでもが、その手法を模倣したと考えられる『リエンツィ』（Rienzi, 1842年）を書いている。
その他、アレヴィの『ユダヤの女』（La Juive, 1835年)、今日でもレパートリー作品であるグノーの『ファウスト』（Faust ）、そしてベルリオーズの『トロイアの人々』（Les Troyens ）、マイアベーアの没後に初演された『アフリカの女』（L’Africaine、1865年）、また19世紀末の作品としてはマスネの『エロディアード』(Hérodiade, 1881年)や『ル・シッド』（Le Cid, 1885年）なども、グランド・オペラ様式の代表作と考えられる。

## 台本

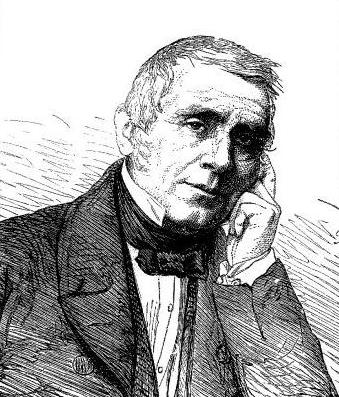
ウジェーヌ・スクリーブ

台本面での第一人者は、ウジェーヌ・スクリーブであった。彼は歴史上の大きな流れのドラマに、そこに生きる登場人物の恋愛、信仰、私的自己と公的自己の間の葛藤などをうまく織り込んだ台本作成を得意としていた。『ユグノー教徒』や『ユダヤの女』では、抑圧された少数者の悲哀にまで筆が及んでいる。そしてそれら複雑な要因が、宗教上の大虐殺（ユグノー教徒）、革命の勃発（ウィリアム・テル）といった印象的なクライマックスに向けて動き出すのである。

## 舞台装置・効果・演出
パリのオペラ座は、このような大規模な舞台が可能となるよう設計されていた。舞台幅、奥行ともは30メートル超、奥行にかけて最大12枚の中間幕を上下させられる構造であった。複雑な演目では、60人の機械操作担当者とそれ以上の人数の助手を要したという。
1832年からは、舞台照明としてそれまでの灯油ランプではなく、ガス灯を全面的に用いている。ガス灯は単に無煙で明るいというばかりでなく、ガス流量を手元制御することで機動的な明暗付けが可能であり、舞台効果の発達につながった。またガス灯によって明るくなった舞台がもたらした変化として、歌手や合唱団員の大袈裟なジェスチャー、表情付けが歓迎されなくなり、より微妙な演技が歓迎されるようになったとの説もある（もっとも、当時の舞台所作を正確に伝える資料は存在しない）。
そして舞台装置の点でグランド・オペラを支えたのが、ピエール・シセリとルイ・ダゲールの2人だった。1816年から1848年までの長きにわたりオペラ座の絵画主任（peintre en chef）に任ぜられたシセリは歴史的感覚に秀で、壮大な、しかし詳細な歴史的考証に基づいた舞台装置を作成した。『ウィリアム・テル』公演の考証のために、彼はわざわざスイスとイタリアへの旅行も行うほどであった。ダゲレオタイプ（実用写真術の原型）の創始者としてより有名なダゲールは、彼の「パノラマ」あるいは「ジオラマ」と称する技術で、それら装置に立体感を与えた。2人の共同になる典型例は、上記オベールの『ポルティチの唖娘』の第5幕の装置であり、そこでは舞台手前には壮麗な宮殿、中景には森林と街並み、そして最後景にはヴェスヴィオ火山を配し、しかもクライマックスでその火山は花火仕掛けで大噴火し、そこから流れ出た溶岩が舞台全面を覆うのだった。
当初オペラ座公演では、既存他演目の装置の流用がコスト的観点から奨励されないまでも黙認され、シセリはこの「リサイクル」の点でも天才的な手腕を発揮したという。しかし1831年には「新演目は新たな装置と衣装で上演されなければならない」とする規則が加わり、舞台装置に新奇性を求める風潮に一段と拍車がかかった。その場合、時代考証に始まり、装置・衣装製作、譜面完成後の長期にわたるリハーサル等、新作公演には最低18か月の準備期間を要した。
舞台が大規模となり、またそこに同時に出演する歌手、合唱、エキストラ、バレエ陣などの人数が増加するのに伴い、舞台進行の整理役が必要になってきた。19世紀前半はまだ「演出家」と呼ぶに足る職業は影も形もなかったが、この頃からステージング・マニュアル（livret de mise-en-scène）が整備・保存されるようになり、当時のオペラがどのように舞台化されていたのかを今日知る手がかりになっている。

## 合唱
グランド・オペラ様式は大規模な合唱を必要としていた。1837年におけるオペラ座合唱団は76人（ソプラノ29人、テノール27人、バス20人）で、これは世界最大であった。男女比6対4の偏りは（これは鶏と卵の関係であるが）大群衆シーンで兵士、僧侶役など男声をより多く必要としていたグランド・オペラ諸演目に好適であった。ヨーロッパ他国に目を転じれば、はっきりした記録の残る同時代の他劇場の例では、ドイツのオペラ・ハウスは比較的多人数の合唱を持っていたがそれでも50から60人、サンクトペテルブルクでは48人、オペラの最高峰の一つと目されていたナポリのサン・カルロ劇場では僅か36人であり、またいずれも男女比ほぼ半々、ないしは若干女声多数である。ベルリンやプラハなどの劇場でオペラ座の演目を移入する際には、合唱それも男声部の拡充が行われている。
単なる人数ばかりでなく、質の点でもオペラ座の合唱は他を凌駕していた。団員はすべてパリ音楽院で専門教育を受け、楽譜の読解が可能な、月給制の合唱団員であった。定収を得ていればこそ、長期間にわたるリハーサルも行えたわけである。これに対して、例えば同時代のイタリアの劇場の合唱団員は公演の都度給金を受け取る兼業パートタイマーであり、また読譜できる者は少なかった。

## 観客
18世紀のオペラが主に王侯貴族の愛玩物であったとするなら、19世紀のグランド・オペラの中心的な観客層としては、産業革命の受益者、新興ブルジョワ層（工場経営者、金融、証券ブローカーなど）の存在があった。この点でもフランス、特にパリはドイツ、イタリアに明らかに先行していた。かつての貴族たちとの最大の相違は、ブルジョア層は（成金とはいえ）昼間は生業に従事している、ということが挙げられる。一日の仕事の疲れを癒す娯楽として、深遠で晦渋なものではなく、視覚上も聴覚上も豪華絢爛で単純明快なグランド・オペラ様式が正にマッチしていたと考えられる。
新興層の歓心を買うべく、劇場の改装なども頻繁に行われた。1831年から35年にかけてオペラ座の支配人だったルイ・ヴェロンは、暖房設備の更新に始まり、ボックス席の仕切りを一部撤廃して定期会員同士が演奏中歓談したり、他人のファッションを見物したりするのに便利とする、等々あらゆる振興策を弄し、巨万の財を成した。またヴェロンは100人を超える「サクラ」部隊（クラック）を組織させ、舞台人気を維持したともいう。
こうした新興成金階層を嫌悪する（元）貴族たち、あるいは真のオペラ通を自認する者たちはオペラ座のグランド・オペラ公演を避け、イタリア・オペラの原語上演を行っていたイタリア座（Théâtre-Italien）を好んだ。序曲の前には席に着く、アリアの最後、幕の最後になって初めて拍手をする（グランド・オペラでは随所で拍手をして盛り上げる「さくら」が雇われていることが通常であった）といった「近代的」なオペラ鑑賞マナーは、彼らグランド・オペラ忌避者から発生したとされる。
顧客層の変化は劇場運営にも変化をもたらした。1793年以前には殆どすべての公演は午後5時に開始されていたが、1799年からは6時、1803年からは7時、1831年からは上演時間の長短に応じて7時、7時30分または8時にまで開演時間が繰り下げられている。のちには鉄道での帰宅者の便を考慮して、終演時間は深夜0時を過ぎてはいけないとする規則も加わっている。ヴェルディはこの規則のため、『ドン・カルロス』パリ初演時に楽譜のカットを行っている。

## バレエ
バレエも、グランド・オペラの重要な一要素だった。イタリアやドイツで成功したオペラも、ここオペラ座で演奏する際には必ず大規模なバレエが補作（divertissement）された。ヴェルディ『オテロ』などもそういった一つで、大家ヴェルディも木に竹を接いだようなバレエ音楽を挿入している。パリ・オペラ座ではこのバレエ付加版『オテロ』を1966年まで公演で用いた。さらに、グランド・オペラ時代のパリ・オペラ座では、モーツァルトの『魔笛』、『ドン・ジョヴァンニ』を上演する際にも、聴衆の好みを優先し、原作を一部カットの上、代わりにモーツァルトやハイドンの器楽曲などを挿入し、これに合わせてバレエを踊らせるという「グランド・オペラ」化を施した上演を行った。
このように、バレエは芸術上の必要性ばかりでなく、むしろ社交上、興行上の要請の産物だった。オペラ座には定期会員が自由に出入りできる「フォアイエ・ド・ラ・ダンス」あるいは「フォアイエ・デ・ダンスール」（踊り子溜り）なる大広間兼楽屋が配置され（これも支配人ヴェロンの「改革」の一つ）、オペラ座に頻繁に通う紳士たちは、舞台鑑賞そっちのけで、着替え中の贔屓のバレリーナとの歓談（あるいはオペラが終わった後の夜の過ごし方の相談）に時を過ごすのだった。マイアベーアに至っては、彼女ら踊り子をはっきりと「公娼並みの存在」と言っている。もっとも主役級以外の踊り子は薄給に甘んじており、売春を生活の糧とするのは致し方ない現実だった。
彼らの強い希望もあり、グランド・オペラにおけるバレエは第2幕（あるいは第3幕）に挿入されるのが慣例化していた。彼らは、退屈な（と考えられていた）序曲や第1幕は観ずにゆっくり飲食などをし、遅くなってから劇場に現れた。また、上述のように昼間は生業に従事しており、早くから劇場に来られない、という顧客も多かったかも知れない。彼らが大きな双眼鏡で贔屓の踊り子に見惚れる様子は、当時の絵入雑誌でも風刺されている。1861年、ワーグナーは『タンホイザー』のパリ初演を行ったが、彼はドラマの連続性・緊張感を重視してバレエを序曲の直後に入れたため、バレエを観損なったこれら常連客（バレエ愛好者を中心としたジョッキー・クラブと称する団体）の轟々たる非難を浴び、公演は3夜にして中止となった。

## 衰退と他国への波及
こうして隆盛を極めたグランド・オペラ様式も、ちょうどガルニエ座が創建された1875年頃にはその衰退がみられるようになってきた。
外的な要因としては、巨大化するばかりの舞台装置の維持・運営コスト（オペラ座は照明用のガス料金の減免交渉をしばしば政府と行っている）、歌手陣、合唱団の肥大化とそれに伴う芸術性の低下、1870年からの普仏戦争による混乱と、フランスの敗北による経済的疲弊、舞台関係者の相次ぐストライキ、1873年に当時のオペラ座だったル・ペルティエ劇場が火災で焼失、貴重な舞台装置や衣装、楽譜等を失ったこと、などが考えられる。
しかし、より大きな要因は、グランド・オペラそのものの芸術性に対する疑問であろう。ドイツでのワーグナー、イタリアでのヴェルディなどはオペラの芸術としての可能性をそれぞれの方法で追求していった作曲家たちだが、パリの作曲家たちは舞台効果の新奇性に頼るばかりで、結局のところ新たなものを生み出すことができなかった。
しかし、様式としてのグランド・オペラがまったく死滅したと考えるのもまた早計であろう。ワーグナーの『ニーベルングの指環』4部作、ヴェルディの『アイーダ』は、それぞれ彼らなりの方法でグランド・オペラの「壮大さ」を換骨奪胎した作品とみることもできるし、ロシアではムソルグスキーの『ボリス・ゴドゥノフ』（1868年）などにもグランド・オペラの影響は顕著である。

## 注
1. ↑  1859年リリック座（Théâtre-Lyrique）にて初演、ただし初演時は台詞付。1869年になってオペラ座でのグランド・オペラ形式上演
2. ↑  作曲年代1858年 - 1859年、完全版上演は20世紀になる
3. ↑  現存の建物ガルニエ宮（Palais Garnier）は類似構造ながら、後年1875年のこけら落としで、グランド・オペラ隆盛期は1821年開場のル・ペルティエ劇場（Salle Le Peletier）
4. ↑  ウェーバーのピアノ曲『舞踏への勧誘』のベルリオーズによる管弦楽編曲版も『魔弾の射手』のためのバレエ音楽として編曲・挿入された。